# زاهر جبارین
زاهر جبارین (زاده ۱۸ سپتامبر ۱۹۶۸) سیاستمدار و شبه‌نظامی فلسطینی است وی از مقامات ارشد حماس در تبعید، عضو دفتر سیاسی حماس، رئیس دفتر شهدا، مجروحان و اسیران و مدیر مالی حماس است.